# Горки (станция, Магдагачинский район)
Горки — упразднённая железнодорожная станция (тип населённого пункта) в Магдагачинском районе Амурской области России. На момент упразднения входила в состав Чалганского сельсовета. Исключена из учётных данных в 2001 году.

## География
Урочище находится в центральной части Амурской области, на правом берегу ручья Помиловский (приток реки Тыгды), на расстоянии примерно 6 километров (по прямой) к северо-западу от села Чалганы.

## История
Станция образована в 1951 году.
Законом Амурского областного Совета народных депутатов от 06 ноября 2001 года № 38-ОЗ, железнодорожная станция Горки исключена из учётных данных.